# Santuario della Madonna del Bosco (Imbersago)
Il santuario della Madonna del Bosco è un santuario seicentesco situato a Imbersago, in provincia di Lecco. Appartiene all'arcidiocesi di Milano.

## Storia del Santuario

### Le antiche apparizioni

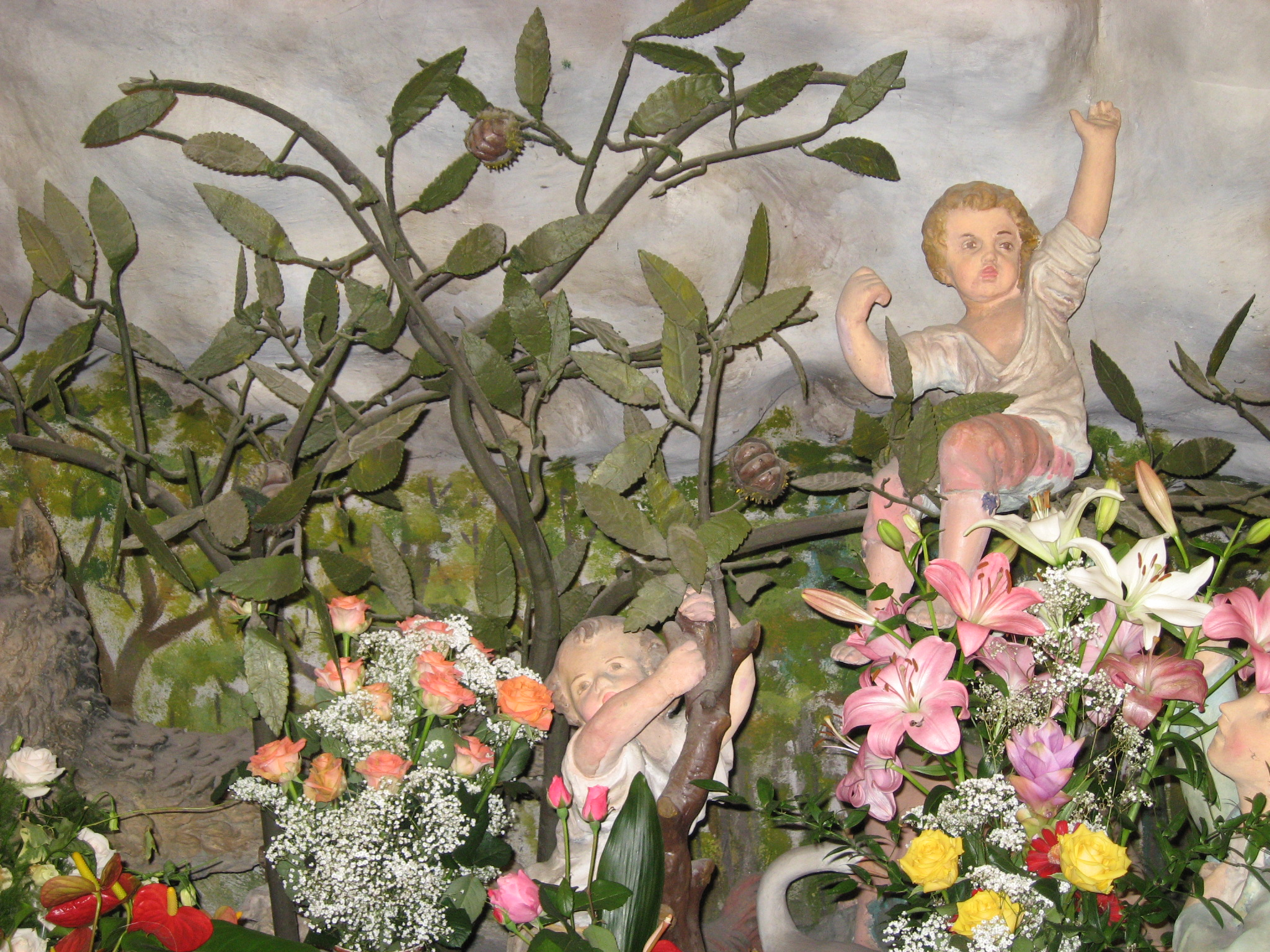
Il miracolo delle castagne, rappresentato in gesso all'interno dello scurolo

La storia del santuario iniziò nel 1615, quando cominciarono a girare in paese voci di presunte apparizioni avvenute nel bosco soprastante. La figura apparsa veniva descritta come quella di una grande signora, accompagnata da luci celestiali e musiche armoniose.
Gli avvistamenti avevano luogo nei pressi della Sorgente del Lupo, nome dovuto agli animali che infestavano la regione. Attorno alla sorgente crescevano tre grossi castagni. La tradizione vuole che il 9 maggio 1617 tre piccoli pastorelli, mentre pascolavano il gregge, assistettero ad una di queste visioni. Alla fine, uno dei tre bambini, un certo Pietro, scorse tra i rami un riccio maturo, completamente fuori stagione. La scoperta fece gridare al miracolo e gli abitanti locali iniziarono a praticare il culto della Beata Vergine che, in pochi anni, attirò fedeli da tutto il milanese e dalla bergamasca. Per i primi anni la manifestazione di fede si limitava alle preghiere e alla presenza di un quadretto sull'albero che aveva ospitato la visione. Il luogo divenne famoso col nome di Madonna del Riccio, o Madonna delle Castagne.

### Il miracolo del lupo

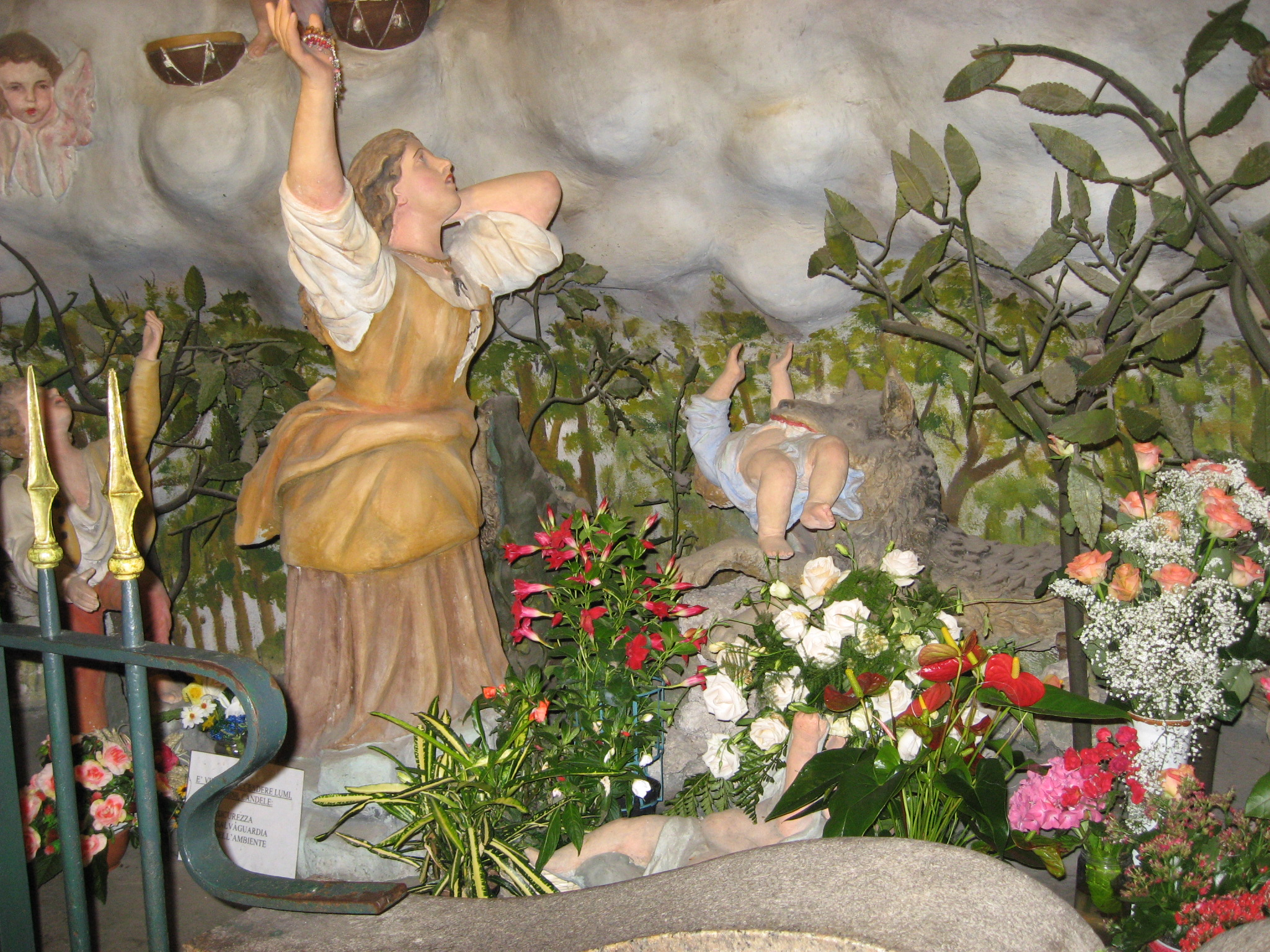
Il miracolo del lupo, rappresentato in gesso all'interno dello scurolo

Un secondo miracolo, di poco successivo al precedente, faceva riferimento al salvataggio di un neonato. Un'intera famiglia stava pascolando il proprio gregge nei pressi della fonte descritta sopra, quando un lupo ne ghermì il figlio. La madre si rivolse alla Madonna che apparve sopra un castagno, facendosi consegnare dal lupo il neonato. Fu anche grazie a questo miracolo che la popolazione si decise a costruire la prima cappella che, infatti, rappresenta nell'affresco anche il lupo.

### La costruzione della cappella

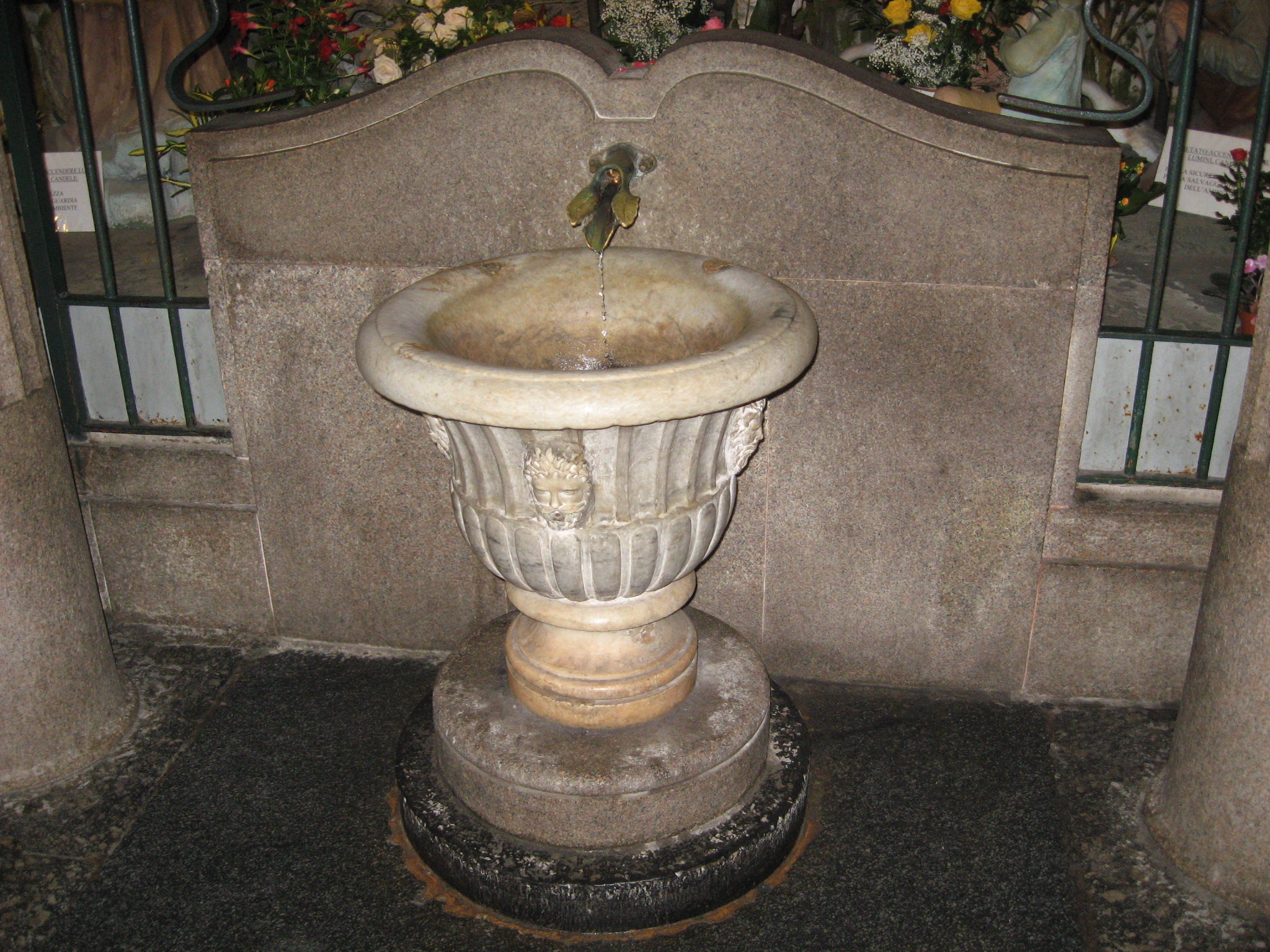
La sorgente presso cui avvennero i miracoli. Attorno ad essa fu costruita la prima cappella

La costruzione non seguì immediatamente il miracolo del riccio, ma avvenne dopo 15 anni, nel 1632. Secondo il Dozio, il miracolo del lupo era privo di ogni fondamento, mentre quello del riccio veniva considerato veritiero, ma semplicemente occasionale, non miracoloso. Nel 1632 Gaspare Brambilla, di Imbersago, iniziò la costruzione di una piccola cappella, tuttora esistente, col nome di scurolo, sul luogo dell'apparizione. In questa cappella è ancora presente, oltre alla fonte presso cui ci furono i miracoli, anche un plastico in gesso raffigurante i due miracoli.
Secondo Natale Perego la scelta del 1632 non fu casuale, visto che coincise con il termine dell'epidemia di peste. L'avvenimento rappresentava il momento per mantenere i voti presi durante il periodo nero; inoltre la fede religiosa stava subendo una grossa spinta dalla Controriforma.
La costruzione viene raccontata negli scritti di un certo notaio di nome Piero Antonio Calco, piccolo possidente terriero in paese. Il Calco descrive anche la situazione storica, con le truppe francesi, olandesi e svedesi impegnate nel tentativo di conquistare agli spagnoli il comando del territorio. Questa minaccia era accompagnata da alcuni anni di siccità e dalle voci di un ritorno della peste a Milano.

### La costruzione del santuario
Tra il 1641 ed il 1646 venne eretto il santuario, seguendo un progetto di Carlo Buzzi. Il terreno era di proprietà di Fabricio Landriani, che lo donò per la costruzione insieme ad offerte pecuniarie. Il primo progetto prevedeva una pianta a doppio ottagono, tipico degli edifici mariani del XV secolo. La scelta di Buzzi come architetto era sicuramente dispendiosa, visto che al tempo era già molto rinomato.
La costruzione del primo ottagono durò dal 1641 al 1644. I lavori furono svolti da molte persone diverse, tanto che una procedura legale del 1712 parla di molte parti in causa. Giovan Battista Fontana fornì cinque colonne in marmo, mentre Silvestro Fossati venne incaricato di edificare il coro. L'ancóna venne commissionata a Giuseppe Villa nel 1654. Nel 1662 Giovanni Vannoto riparò alcuni cornicioni e nel 1656 Domenico Riva costruì una campana.
Oltre alla sezione ottagonale si poteva trovare l'altare dell'Annunciazione nella parte settentrionale e la sacrestia in quella meridionale.
A partire dal 1668 venne nominato un cappellano che, tra le altre cose, aveva il compito di provvedere alle confessioni.

### L'ampliamento del 1677
La mancanza di fondi obbligò a limitare i lavori, salvo poi edificare un secondo lotto nel 1677, probabilmente sul progetto di Francesco Castelli. Questo ampliamento contemplò la strutturazione del presbiterio (anch'esso ottagonale) e di nuove decorazioni in stucco.
Quando il cardinale Giuseppe Pozzobonelli visitò il santuario nel 1754, l'edificio era in gran parte simile a quello visibile al giorno d'oggi. Sulla facciata erano presenti tre porte ed un sagrato, composto da un portico con quattro colonne in pietra. L'unica navata portava all'altare maggiore, dietro una balaustra in marmo. L'affresco dietro l'altare raffigurava la Madonna col Bambino.
Erano presenti due altari laterali, dedicati all'Annunciazione e a Santa Maria Maddalena.
Il santuario venne ufficialmente benedetto il 9 maggio 1646, 29º anniversario del miracolo del riccio, con la prima messa, celebrata dal prevosto di Brivio, monsignor Giacinto Faggio.
Durante la dominazione austriaca e quella francese, gli edifici religiosi vennero chiusi con la forza perché ritenutili inutili e, soprattutto, non economicamente convenienti. I conti Castelbarco, signori di Imbersago, si assunsero il patronato del santuario, salvandolo così da una sicura chiusura.
Nel 1755 viene eretta una statua della Madonna nel piazzale, creata da Giudici di Viggiù. Nel 1824 venne completata la costruzione della Scala Santa (349 gradini). In seguito ad una frana fu necessario ricostruirla nel 1981 e oggi conta 347 gradini.

### I lavori dell'Ottocento
Nel 1888 venne eseguita un'opera di ampliamento a cura dell'ingegnere Giacomo Santamaria. I lavori non stravolsero la struttura della chiesa, a parte una riorganizzazione degli spazi nel presbiterio, e l'aggiunta di confessionali ed opere d'arte frutto, spesso, della devozione dei fedeli. Venne aggiunto il terzo ottagono, che avrebbe contenuto l'altare maggiore, ed una statua in legno della Vergine, scolpita dalla ditta Nardini di Milano.
Al XIX secolo risalgono anche la scalinata d'ingresso e il campanile, quest'ultimo comprensivo di statua in bronzo dorato della Madonna che campeggia sulla cima.

### Le ultime apparizioni
Secondo la tradizione l'8 dicembre 1896 la Madonna apparve a Teresa Secomundi (1863-1921) che, a causa di manifestazioni demoniache, non poteva pregare o recarsi nei luoghi di culto. La Madonna, dopo averle consegnato il proprio rosario, la accompagnò fino alla porta del santuario. Dopo questo primo episodio la ragazza fu testimone di numerose altre apparizioni, anche in altri luoghi.

### Il santuario oggi
- Lunedì, Martedì, Mercoledì, Venerdì: ore 7,00 - 8,00 - 16,00
- Giovedì: ore 7,00 - 9,00 - 16,00
- Sabato: ore 7,00 - 8,00 - 18,00 vigiliare
- Vigiliari/Sabato sera: ore 18,00
- Domenica/Festive: ore 7,00 - 8,30 - 10,00 - 11,30 - 16,00 - 17,30

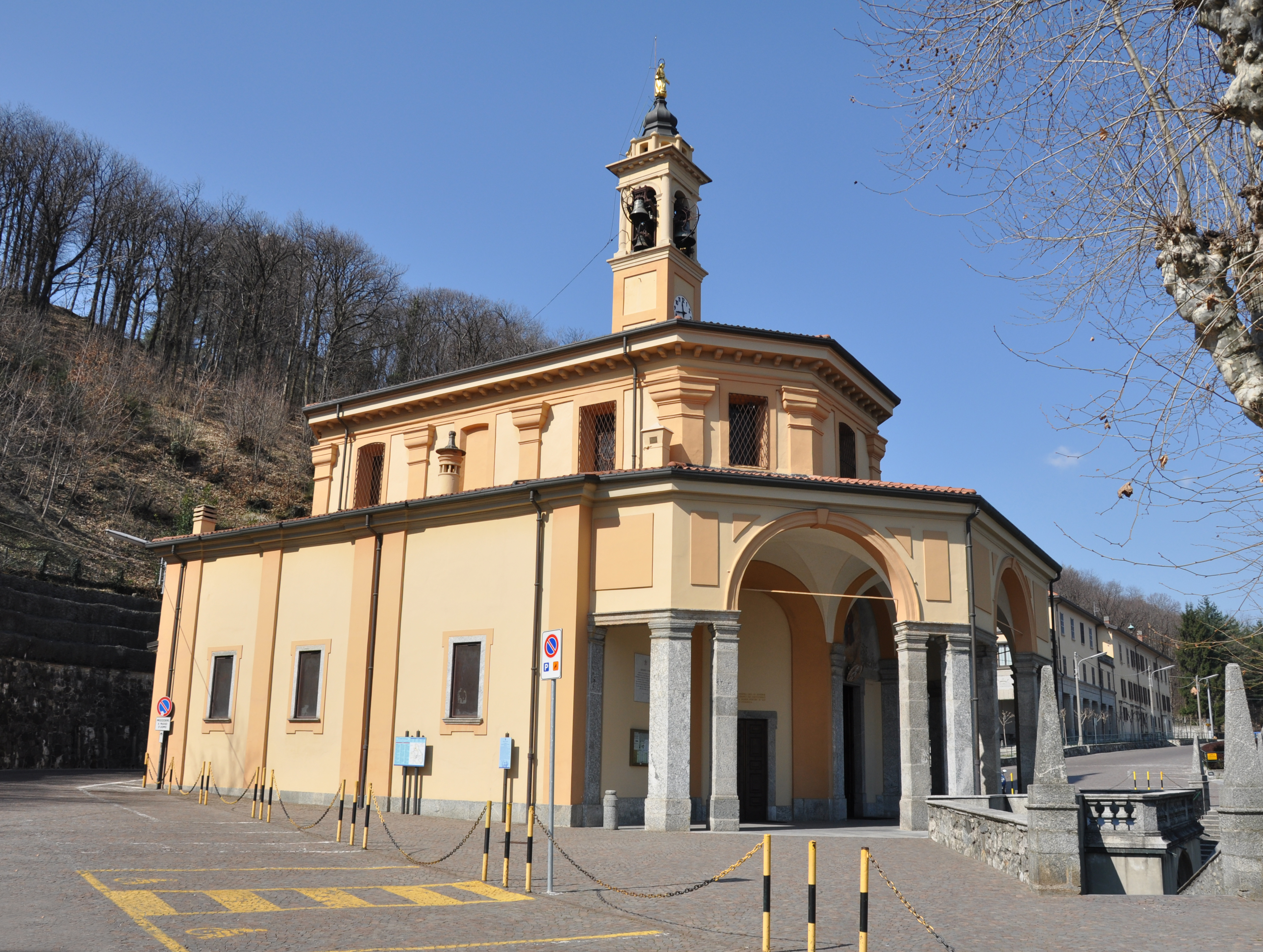
Veduta del santuario della Madonna del Bosco

Attualmente, sopra l'altare, c'è una statua del 1888 raffigurante la Madonna col Bambino, mentre il presbiterio contiene un dipinto secentesco sulla Strage degli innocenti. L'interno è ora composto da tre navate, con quella sinistra che ospita come pala d'altare una Pietà. La navata centrale ha una struttura trilobata e termina in un presbiterio, con l'altare maggiore, separato da una balaustra.
Le preghiere dei fedeli, esaudite a loro dire dalla Madonna, hanno portato ad una collezione di 112 tavolette di ex voto. Queste opere sono state studiate da Natale Perego che, tra le altre cose, scoprì che nel periodo 1862-1878 c'era un artista dedicato solo alla loro pittura.
L'attuale gestione del santuario è affidata ai padri oblati dell'Istituto Sant'Ambrogio di Milano, che l'hanno ereditato dai precedenti cappellani nel 1898. Il rettore è padre Giulio Binaghi.
Nel santuario le funzioni religiose sono celebrate secondo il rito ambrosiano.

## Visite famose
Le voci circolanti sul santuario erano talmente entusiastiche che, il 12 ottobre 1795, anche Filippo Maria Visconti volle fargli visita.
Alla fine dell'Ottocento l'assistente spirituale era Luigi Maria Marelli, destinato in seguito ad essere vescovo di Bergamo. Alla sua presenza è dovuta anche la devozione mostrata in seguito da papa Roncalli.
Anche il cardinale Alfredo Ildefonso Schuster venne ad Imbersago quattro volte.

### Papa Giovanni XXIII
Fin da piccolo Angelo Giuseppe Roncalli visitava il santuario. Durante il seminario a Bergamo, per due anni veniva in pellegrinaggio a piedi.
Il 29 agosto 1954 tenne la cerimonia in cui il santuario venne solennemente incoronato e negli anniversari di questo avvenimento continuò le sue visite. L'ultima visita risale al 24 agosto 1958, poco prima del conclave che lo elesse papa. Uno dei suoi primi atti da pontefice consistette nell'elevare il santuario a livello di basilica minore, assegnandogli il cero benedetto. Un secondo cero benedetto fu dedicato a san Giuseppe.
Le sue visite erano spesso accompagnate dalla celebrazione della messa.
Nel 1960 chiese al cardinale Giovanni Battista Montini (futuro papa Paolo VI) di deporre una collana d'oro e gemme sulla statua della Madonna. In questa lettera Giovanni XXIII espresse tutta la sua devozione per la Madonna del Bosco:
(Papa Giovanni XXIII, lettera al cardinale Montini, 1960)

#### La statua

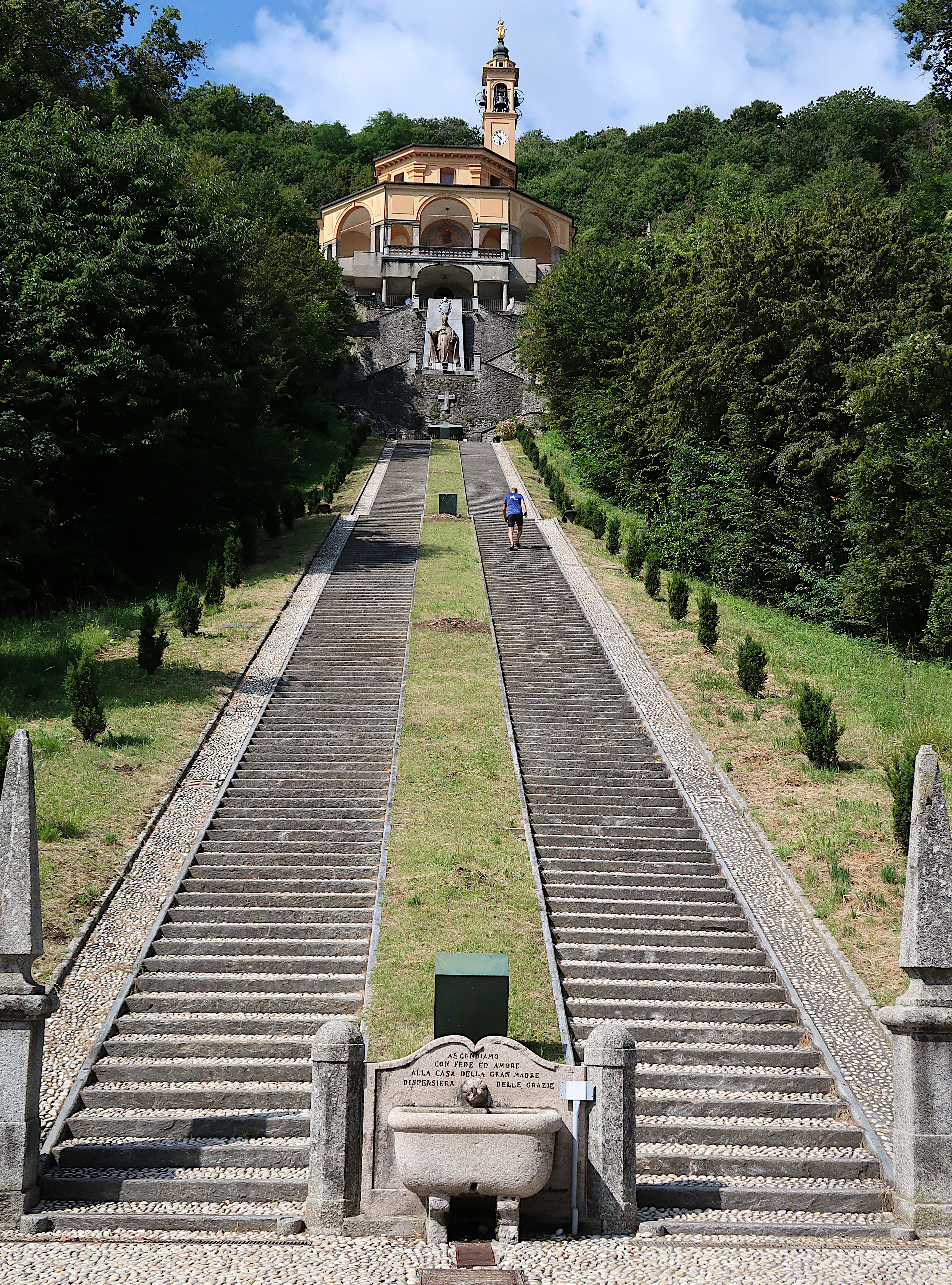
La scalinata santa che sale al santuario. La statua si trova in cima. Per concessione del cardinal Schuster, sono concessi 300 giorni di indulgenza per ogni gradino a chi la percorre recitando il rosario

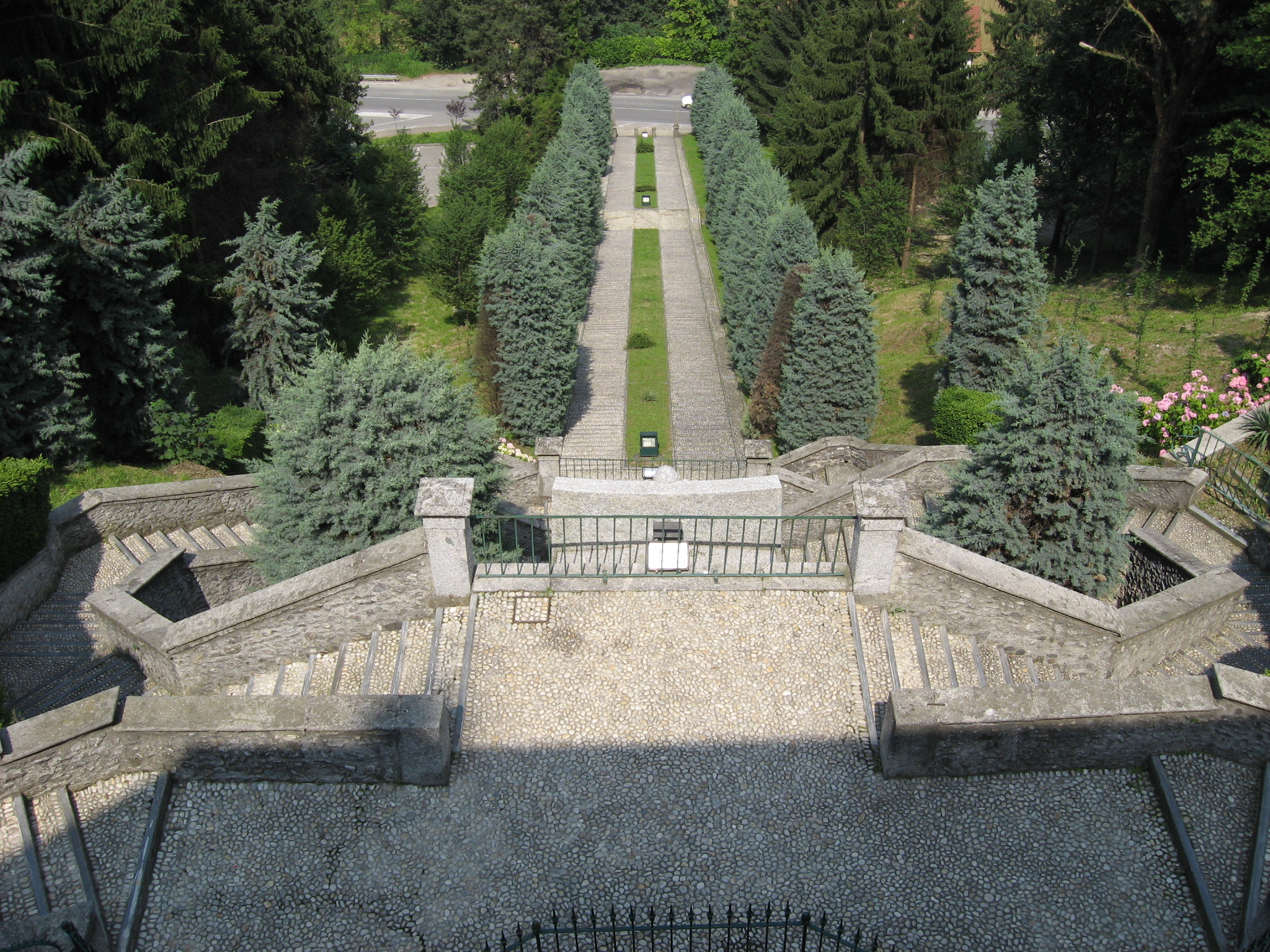
Veduta della scalinata dall'alto

Alcuni cittadini locali decisero di erigere un monumento in suo onore. L'idea del progetto venne realizzata in poco tempo, tanto che il 28 ottobre 1962 fu lo stesso cardinale Montini, amico del Papa, ad inaugurarlo. Alla cerimonia parteciparono otto vescovi e tutte le autorità politiche, civili e militari, oltre a più di trentamila pellegrini.
La statua venne realizzata in bronzo dal milanese Enrico Manfrini ed è alta quattro metri. Pesa trenta quintali e poggia su un piedistallo in marmo di Candoglia. Sulla statua sono presenti sei bassorilievi che raffigurano sei distinti episodi della vita del pontefice:
1. Il piccolo Angelo Giuseppe Roncalli e la sua famiglia si apprestano a salire la scala santa che conduce al santuario.
2. Il giovane seminarista e la madre, raccolti in preghiera davanti alla Madonna
3. Il cardinale Roncalli depone sulla Vergine una corona, ricevuta dal Rettore del santuario
4. Papa Giovanni XXIII viene incoronato dopo l'elezione
5. Papa Giovanni XXIII in preghiera davanti alla croce
6. Papa Giovanni XXIII mentre promulga il Concilio Vaticano II

Il volume del Concilio Vaticano è ben visibile anche nella mano sinistra della statua. Nei suoi ultimi giorni, quando la malattia stava peggiorando, dispose un legato per cinquanta funzioni da celebrarsi nel santuario.

## La Madonna del Bosco e i media
Emilio De Marchi ambientò ad Imbersago la sua opera Giacomo l'idealista e non poté fare a meno di citare il santuario fornendone una descrizione abbastanza accurata. Anche Luigi Santucci ne ha parlato nel suo libro Brianza ed altri amori.
Il film di Ermanno Olmi E venne un uomo, incentrato sulla figura di papa Giovanni XXIII, venne girato in parte ad Imbersago, e per la precisione in zona Garavesa e presso il santuario.